# Francesco Magnanelli
Francesco Magnanelli (ur. 12 listopada 1984 w Umbertide) – włoski piłkarz który grał na pozycji defensywnego pomocnika.

## Kariera
Magnanelli jest wychowankiem AS Gubbio. W 2000 roku został włączony do pierwszej drużyny klubu, grającej w Serie C2. W 2002 roku przeszedł do Chievo Werona, gdzie przez cały sezon nie doczekał się debiutu w pierwszym zespole, podobnie jak w kolejnych rozgrywkach w barwach ACF Fiorentina. Następnie występował w trzecioligowym AS Sangiovannese, a w 2005 roku trafił do US Sassuolo za 7 tysięcy euro.
W US Sassuolo Magnanelli gra nieprzerwanie od ponad dekady. Jest kapitanem zespołu i jednym z dwóch, obok Alberto Pominiego, piłkarzy klubu, którzy grali w tej drużynie odkąd występowała ona w czwartej lidze aż do awansu do Ligi Europy. Obydwaj zostali za to uhonorowani wręczeniem im kluczy do bram miasta i honorowym obywatelstwem Sassuolo.
W sezonie 2015/2016 Magnanelli zaliczył 320 przechwytów - najwięcej w tym sezonie Serie A. Urodzony w Umbertide pomocnik stale był podstawowym graczem zespołu. Na dłużej z gry wyeliminowała go dopiero kontuzja, której doznał 12 grudnia 2016. W meczu ze swoim byłym klubem, Fiorentiną, zerwał więzadła krzyżowe.
Magnanelli 19 maja 2022 roku ogłosił zakończenie kariery po zakończeniu sezonu.
Jest rekordzistą pod względem liczby meczów rozegranych dla US Sassuolo.

## Statystyki
Stan na 22 maja 2022
| Klub           | Sezon   | Liga  | Liga | Puchar kraju | Puchar kraju | Europejskie puchary | Europejskie puchary | Inne  | Inne | Razem | Razem |
| Klub           | Sezon   | Mecze | Gole | Mecze        | Gole         | Mecze               | Gole                | Mecze | Gole | Mecze | Gole  |
| -------------- | ------- | ----- | ---- | ------------ | ------------ | ------------------- | ------------------- | ----- | ---- | ----- | ----- |
| Gubbio         | 2000/01 | 1     | 0    | 0            | 0            | –                   | –                   | –     | –    | 1     | 0     |
| Gubbio         | 2001/02 | 14    | 0    | 1            | 0            | –                   | –                   | –     | –    | 15    | 0     |
| Gubbio         | Razem   | 15    | 0    | 1            | 0            | –                   | –                   | –     | –    | 16    | 0     |
| Chievo         | 2002/03 | 0     | 0    | 0            | 0            | –                   | –                   | –     | –    | 0     | 0     |
| ACF Fiorentina | 2003/04 | 0     | 0    | 1            | 0            | –                   | –                   | –     | –    | 1     | 0     |
| Sangiovannese  | 2004/05 | 7     | 0    | 2            | 0            | –                   | –                   | –     | –    | 9     | 0     |
| Sassuolo       | 2005/06 | 26    | 0    | 6            | 0            | –                   | –                   | 4     | 0    | 36    | 0     |
| Sassuolo       | 2006/07 | 21    | 1    | 1            | 0            | –                   | –                   | 2     | 0    | 24    | 1     |
| Sassuolo       | 2007/08 | 29    | 1    | 3            | 1            | –                   | –                   | 2     | 0    | 34    | 2     |
| Sassuolo       | 2008/09 | 37    | 0    | 1            | 0            | –                   | –                   | –     | –    | 38    | 0     |
| Sassuolo       | 2009/10 | 38    | 0    | 2            | 0            | –                   | –                   | 2     | 0    | 42    | 0     |
| Sassuolo       | 2010/11 | 39    | 2    | 1            | 0            | –                   | –                   | –     | –    | 40    | 2     |
| Sassuolo       | 2011/12 | 36    | 0    | 2            | 0            | –                   | –                   | 1     | 0    | 39    | 0     |
| Sassuolo       | 2012/13 | 40    | 1    | 2            | 0            | –                   | –                   | –     | –    | 42    | 1     |
| Sassuolo       | 2013/14 | 28    | 0    | 0            | 0            | –                   | –                   | –     | –    | 28    | 0     |
| Sassuolo       | 2014/15 | 29    | 1    | 2            | 0            | –                   | –                   | –     | –    | 31    | 1     |
| Sassuolo       | 2015/16 | 34    | 1    | 1            | 0            | –                   | –                   | –     | –    | 35    | 1     |
| Sassuolo       | 2016/17 | 15    | 1    | 0            | 0            | 9                   | 0                   | –     | –    | 24    | 0     |
| Sassuolo       | 2017/18 | 32    | 0    | 2            | 0            | –                   | –                   | –     | –    | 34    | 0     |
| Sassuolo       | 2018/19 | 26    | 0    | 2            | 1            | –                   | –                   | –     | –    | 28    | 1     |
| Sassuolo       | 2019/20 | 22    | 0    | 0            | 0            | –                   | –                   | –     | –    | 22    | 0     |
| Sassuolo       | 2020/21 | 10    | 0    | 0            | 0            | –                   | –                   | –     | –    | 10    | 0     |
| Sassuolo       | 2021/22 | 12    | 0    | 1            | 0            | –                   | –                   | –     | –    | 13    | 0     |
| Sassuolo       | Razem   | 474   | 8    | 26           | 2            | 9                   | 0                   | 11    | 0    | 520   | 10    |
| Łącznie        | Łącznie | 489   | 8    | 27           | 2            | 9                   | 0                   | 11    | 0    | 536   | 10    |

## Życie prywatne
Annalisa, żona Francesco Magnanellego jest inżynierem. Piłkarz jako swój wzór do naśladowania na boisku wymienia Andreę Pirlo. Deklaruje także, iż jest sympatykiem AC Milan.